# Pilot (episodio de The Tomorrow People)
Pilot es el primer episodio de la primera temporada y estreno de la serie estadounidense de drama y ciencia ficción, The Tomorrow People. El episodio fue escrito por Phil Klemmer basado en la historia de los creadores de la serie y productores ejecutivos Greg Berlanti, Julie Plec y Phil Klemmer y dirigido por Danny Cannon. Fue estrenado el 9 de octubre de 2013 en Estados Unidos por la cadena CW.
Stephen cuestiona su cordura cuando empieza a oír voces y despertar en lugares inusuales, una voz en la cabeza de Stephen le lleva a una raza genéticamente avanzado conocido como The Tomorrow People. Los chicos son perseguidos por un grupo paramilitar de científicos conocidos como Ultra, que es dirigido por el Dr. Jedikiah Price, quien ve a esta nueva raza como una amenaza y ofrece a Stephen la oportunidad de una vida normal si le ayuda en la lucha para aislar y erradicar al grupo.

## Argumento
Stephen Jameson era un chico normal hasta que comenzó a escuchar voces en su mente y a teletransportarse en sus sueños sin saber dónde podría despertar, por lo que comienza a cuestionar su cordura. En su desesperación, Stephen decide escuchar a las voces en su cabeza, que lo llevan a su primer encuentro con John, Cara y Russell y descubre que son una raza genéticamente avanzada con habilidades de telequinesis, teletransportación y comunicación telepática. Los chicos, son perseguidos por un grupo paramilitar de científicos conocidos como Ultra, que es dirigido por el Dr. Jedikiah Price y creen que él podría ser la clave para descubrir lo que le sucedió a su antiguo líder Jack, el padre de Stephen y el más poderoso de su especie.
Stephen se rehúsa a ayudarlos ya que cree que su padre los abandonó varios años atrás. Cara y John le muestran a Stephen una grabación de su padre, que se niega a terminar de ver y les demanda que lo lleven de regreso a su casa. Al día siguiente, Stephen le confiesa a su amiga Astrid que es una persona con habilidades pero ella cree que su enfermedad ha empeorado. Decepcionado por la incredulidad de Astrid, Stephen regresa a casa pero se da cuenta de que es seguido por lo que trata de comunicarse telepáticamente con Cara. El Dr. Price desciende de una de las camionetas que seguían al chico y trata de convencerlo de que los acompañe, algo a lo que Stephen se niega, por lo que es llevado a la fuerza.
En las instalaciones de Ultra, el Dr. Price le revela a Stephen que son una organización que se encarga de capturar a los individuos con las mismas habilidades que él y los convierte en agentes que continúan con dicha tarea. En tales instalaciones, los poderes de estos individuos se encuentran bloqueados, por lo que Cara, John y Russell están desprotegidos cuando llegan a salvar a Stephen. Sin embargo, el chico sí es capaz de teletransportarse de una habitación a otra y se encuentra con sus amigos, comenzando una persecución que termina cuando se encuentras con el Dr. Price, quien le dispara a John pero Stephen es capaz de detener el tiempo y teletransportarse a sí mismo y sus amigos fuera de ahí, evitando que la bala hiriera a John.
Los chicos regresan a la antigua estación de metro en donde se esconden de los agentes de Ultra, ahí, Stephen acepta mudarse con ellos y decide ver el video que su padre grabó. Más tarde, cuando regresa a su casa, Stephen se encuentra con una visita inesperada: el Dr. Jedikiah Price, quien resulta ser su tío. Stephen cuestiona a Price sobre la desaparición de su padre y éste le confiesa que ha muerto después de querer traicionarlo y le ofrece la posibilidad de vivir una vida normal con su familia y su mejor amiga, Astrid, si él le ayuda en la lucha para aislar y erradicar al grupo de Cara y John, de lo contrario él también será perseguido, al igual que sus seres queridos. Poco después, Stephen se reúne con Cara y le confiesa que ha tomado una decisión acerca de la propuesta de Jedikiah. La chica trata de convencerlo de hacer lo contrario pero no logra su objetivo. Al día siguiente, Stephen se presenta en las instalaciones de Ultra y le dice al doctor Price que acepta su propuesta.

## Elenco
- Robbie Amell como Stephen Jameson.
- Peyton List como Cara Coburn.
- Luke Mitchell como John Young.
- Aaron Yoo como Russell Kwon.
- Madeleine Mantock como Astrid Finch.
- Mark Pellegrino como el Dr. Jedikiah Price.

## Banda sonora[4]
| N.º | Intérprete   | Título                        | Álbum        |
| --- | ------------ | ----------------------------- | ------------ |
| 1   | Killing Joke | The Death & Resurrection Show | Killing Joke |

## Desarrollo
En noviembre de 2012, se anunció que Julie Plec y Greg Berlanti habían obtenido los derechos de la serie británica The Tomorrow People y puesto en marcha un guion escrito por Phil Klemmer. El 28 de enero de 2013, se anunció que el proyecto recibió la orden para un piloto por parte de la CW.
El 9 de mayo de 2013 el piloto fue escogido para desarrollar una serie.

### Casting
El 17 de febrero de 2013, Peyton List fue contratada para interpretar a Cara, la protagonista femenina. Tres días más tarde, se anunció que Luke Mitchell fue contratado para interpretar a John Young, miembro del grupo conocido como The Tomorrow People. Al día siguiente, Robbie Amell fue confirmado como el protagonista masculino, Stephen Jameson.
El 22 de febrero, se anunció que Mark Pellegrino interpretaría al doctor Jedikiah Price, quien ve al grupo como una amenaza. El 1 de marzo, Madeleine Mantock se unió al elenco como Astrid. Finalmente, Aaron Yoo se unió al elenco interpretando a Russell.

### Filmación
La filmación del episodio comenzó el 15 de julio de 2013 en Nueva York.

## Recepción

### Recepción de la crítica
Jim McMahon de IGN calificó al episodio como bueno y le otorgó una puntuación de 7.0, comentando: "El piloto es una hora interesante que se mueve rápido para conseguir que la historia fluya. A medida que el personaje principal y nuestros ojos se sumergen en este mundo, Stephen pasa la mayor parte de esta primera hora muy endeble aunque al final , parece haber llegado a una decisión que apunta hacia la dirección del espectáculo irán en sus primeros episodios. Por supuesto, es sólo el piloto y hay un montón de tiempo para desarrollar más a los personajes, y como piloto hace bien su trabajo en la creación del mundo y los personajes rápidamente, pero no tiene un gancho fuerte, ya que se siente tan familiar. Al igual que con cualquier serie, podría ir en cualquier dirección en las próximas semanas, pero es suficiente para tenerme interesado en ver más y esperando que las cosas se vuelven más impredecibles".

### Recepción del público
En Estados Unidos, el episodio fue visto por 2.32, millones de espectadores, recibiendo 0.9 millones de espectadores entre los 18 y 49 años, de acuerdo con Nielsen Media Research.